# يونيكو
منظمة يونيكو هي شركة لنقل التقنية والتي تمثل شركات الإستغلال التقني للجامعات البريطانية.أسست في عام 1994. في تاريخ أكتوبر 2009 دُمجت مع Praxis (تأسست في عام 2002)، والمعروفة باسم PraxisUnico
صرح موقع Unico بأنه «يوفر منتدى لتبادل وتطوير أفضل الممارسات. تقوم الشركات الأعضاء بنقل التكنولوجيا والخبرة من خلال تشكيل شركات منفصلة، والترخيص، والاستشارات، والتدريب، وتصميم مشاريع التنمية، والبحث في العقود، التجربة والتقييم، وحل المشكلات.»

## روابط خارجية
- موقع PraxisUnico